# Весенняя капустная муха
Весенняя капустная муха (лат. Delia radicum) — вид короткоусых двукрылых из семейства цветочных мух (Anthomyiidae).

## Описание
Весенняя капустная муха похожа на летнюю капустную муху, отличаясь следующими признаками. Самец тёмно-пепельного цвета с широкими тёмными полосами на спинке; через всё брюшко проходит широкая чёрная продольная полоса, на всех сегментах — узкая поперечная полоска. Самка крупнее, более светлого пепельно-серого цвета.

## Распространение
Обитает в Европе от Скандинавии до Испании, в Северной Африке, Китае, Японии, завезена в Северную Америку. В России встречается повсеместно, кроме тундры.